# Tittha Sutta

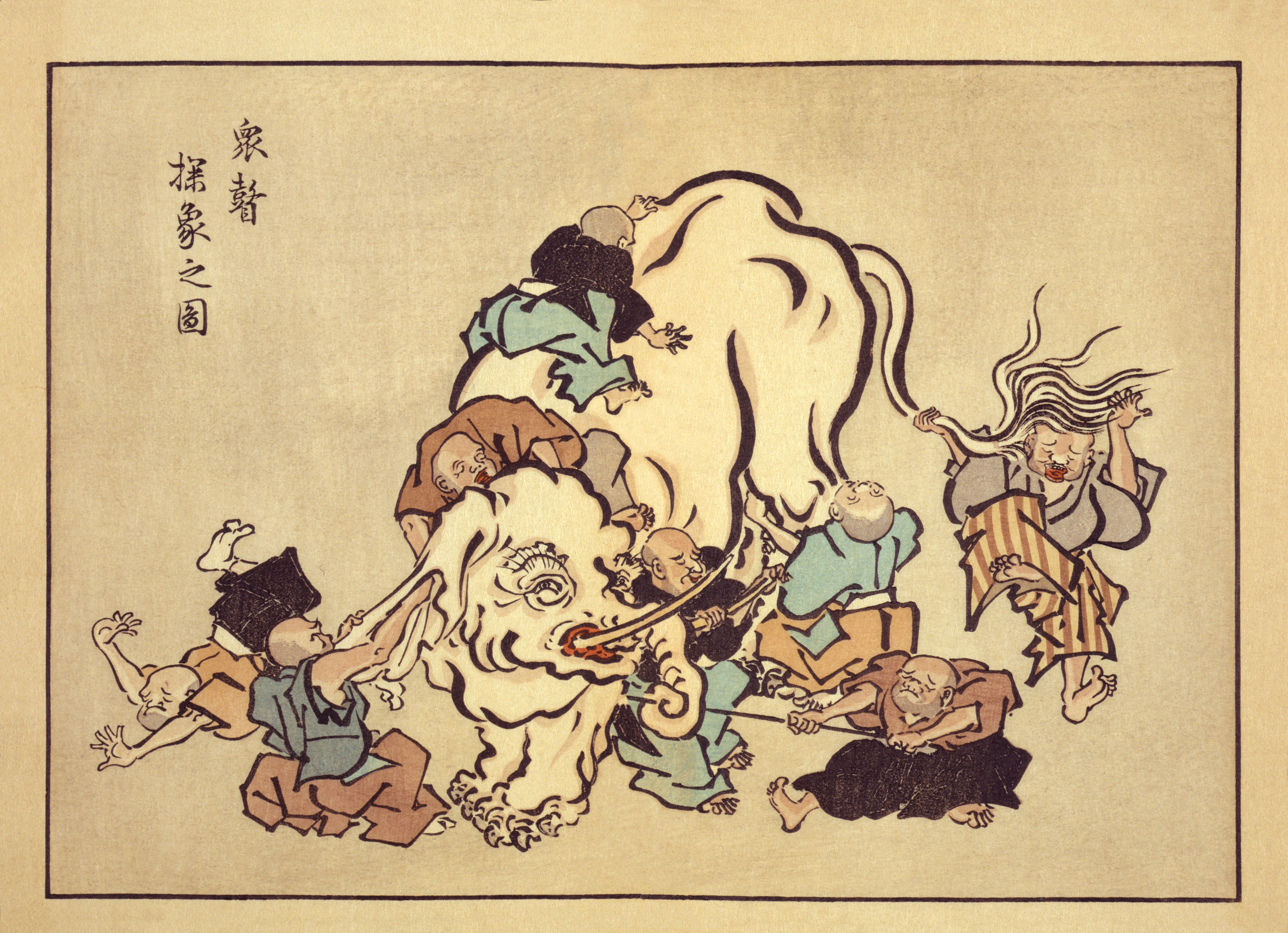
Blinda munkar som undersöker en elefant, en ukiyo-e av den japanske målaren Hanabusa Itchō (1652–1724).

Tittha Sutta, är en sutra i Udāna, den tredje boken i Sutta-pitakas femte del, Khuddaka Nikāya Udana tillhör de äldsta texterna i palikanonen. Tittha Sutta innehåller en liknelse som fått stor spridning i världen, också till andra kulturer och åskådningar, liknelsen om de blinda munkarna och elefanten.

## Indelning och struktur[3]
Udāna består av åtta kapitel (vagga) med tio samtal eller sutror vardera, dvs. 80 samtal. Varje sutra består av en lång berättelse eller liknelse och ett kort avslutande udāna, eller utrop, från Buddha. Tittha Sutta återfinns i den sjätte vaggan, Jaccandhavagga som till svenska kan översättas ungefär ”Kapitlet om att vara blind från födseln”. Sutrorna har följande ordning:
I. Āyusama-osajjana Sutta
II. Paṭisalla Sutta
III. Ahu Sutta
IV. Tittha Sutta
V. Tittha Sutta
VI. Tittha Sutta
VII. Subhūti Sutta
VIII. Gaṇika Sutta
IX. Adhipataka Sutta/Upāti Sutta
X. Uppajjanti Sutta
Tittha Suttha omfattar tre av dessa sutror, där liknelsen om munkarna och elefanten återfinns i den första, dvs. sutra nummer 4. Liknelsen omnämns vanligen som ”Berättelsen om de blinda männen och elefanten”.

## Buddhas liknelse
Sutran handlar om några munkar (bhikku) som hör några asketiska hinduer i livlig argumentation om huruvida världen är evig eller inte, oändlig eller inte, om själen är skild från kroppen eller inte. De möter sedan Buddha som berättar liknelsen om de blinda männen och elefanten:
En kung har tagit en elefant till sitt palats och ber stadens blinda män att undersöka den. När männen känt på varsin del av elefanten ber kungen dem, var och en, att beskriva vad en elefant är.
En man har känt på elefanten huvud och beskriver den som en kruka, en annan har känt på örat och beskriver den som en korg eller ett såll. Någon har känt på betarna och beskriver en plogbill och någon har känt på benen och talar om trädstammar.
Alla har de upplevt elefanten på olika sätt och kan inte komma överens om vad en elefant är. Deras slutsatser är helt olika och de hamnar i häftig dispyt. Sensmoralen är att det är ett slöseri med tid och energi att fastslå vad det är man erfar, eftersom detta med nödvändighet kommer att vara olika.

## Canki Sutta
Buddha använde sig av liknelsen med blinda män på villovägar två gånger. Liknelsen i Tittha Sutta är den äldre av de två kända texterna.
Buddha använde nämligen liknelsen även i Canki Sutta, som ingår i Majjhima Nikāya som är den andra nikayan, eller samlingen i Sutta-pitaka. Canki Sutta ingår i den mellersta delen av nikayan, Majjhimapaṇṇāsapāḷi, i kapitlet Brāhmaṇa Vagga, där den är sutra nummer 95.

## Nutida användning av liknelsen
Liknelsen har fått stor spridning i världen, också till andra kulturer och åskådningar. Det är därför inte alltid känt när den berättas vilket ursprung den har – i buddhism, hinduism och jainism. Den tillskrivs därför emellanåt såväl kristna källor som den amerikanske poeten John Godfrey Saxe.

## Fotnoter
1. ↑  Sutra är sanskrit, motsvarande ord på paliär ”sutta”.